# Rua Halfeld
Rua Halfeld é tida como a principal rua da cidade de Juiz de Fora, com cafés, cinemas, galerias e lojas. Nela se localizam o painel "Cavalinhos", de Portinari, no Edifício Clube Juiz de Fora, o Parque Halfeld, com coreto, parque infantil e árvores centenárias, o antigo prédio do Paço Municipal, a Câmara Municipal e o Cine-Theatro Central.
É dividida em parte alta e baixa, sendo o trecho entre as avenidas Rio Branco e Getúlio Vargas, exclusivo para pedestres, conhecido como Calçadão. Anteriormente, a parte alta chamava-se Rua da Câmara, e a baixa, Rua Califórnia.

## Percurso
| |  |                                                          |
| Trecho da parte alta da Rua Halfeld, com o Calçadão e vista para o Morro do Imperador, um pedaço do Paço Municipal e um do Parque Halfeld. |  | Calçadão da Rua Halfeld em direção à parte baixa da via. |

Partindo do princípio da Halfeld, o percurso revela, nesta ordem:
- Conjunto arquitetônico da Praça da Estação, com o antigo edifício da Estação, que atualmente abriga a sede da Sociedade de Belas Artes Antônio Parreiras, segunda do gênero no País;

- Conjunto arquitetônico da Parte Baixa da rua, delimitada pela Praça da Estação e pela Avenida Getúlio Vargas com inúmeros edifícios ecléticos e art déco, destacando-se o edifício da Caixa Econômica Federal e o Banco do Brasil, edifício de 1941, projetado por Oscar Niemeyer;

- Conjunto arquitetônico do "Calçadão", delimitado pelas avenidas Getúlio Vargas e Rio Branco, onde se sobressaem o Museu do Crédito Real (sexto museu financeiro criado no mundo); o antigo Hotel Palace, expressão pioneira do Art Déco na cidade; o Cinearte Palace; o Cine-Theatro Central, o Edifício Baependi, primeiro "arranha-céu" de Juiz de Fora; o Edifício Clube Juiz de Fora, de autoria do conceituado arquiteto Francisco Bologna, com o painel "Cavalinhos", de Cândido Portinari. É importante ressaltar as treze galerias que cortam esse trecho da rua, configurando uma formação urbana rara;

- Conjunto do Parque Halfeld, composto pela praça, reformada pela importante paisagista Rosa Grena Kliass; os edifícios das Repartições Municipais e Câmara dos Vereadores;

- Conjunto arquitetônico da Parte Alta da rua, onde se sobressaem a Igreja de Santo Antônio, do século XIX, e a Academia de Comércio, tradicional escola da cidade.

## Atentado contra Jair Bolsonaro
No dia 6 de setembro de 2018, o então candidato à Presidência da República Jair Bolsonaro (PSL) sofreu um atentado durante comício no cruzamento da Rua Halfeld com a Rua Batista de Oliveira. O autor do atentado, Adélio Bispo de Oliveira, atingiu Bolsonaro com uma faca na região do abdômen. Após ser esfaqueado, o político foi colocado em um carro e levado para a Santa Casa da Misericórdia de Juiz de Fora.
Horas após o atentado, o deputado federal foi submetido a uma cirurgia com a finalidade de estancar lesões sofridas em uma artéria e no intestino. Segundo a Santa Casa, a facada provocou uma lesão na artéria mesentérica superior e mais três lesões no intestino delgado. Além disso, o presidenciável teve um choque hipovolêmico, quando há perda severa de sangue, e uma lesão transfixante (perfuração) grave no intestino grosso com importante contaminação fecal.